# Nymphaea lotus
Ne doit pas être confondu avec Lotus bleu d'Égypte.
Espèce
Classification phylogénétique
Nymphaea lotus L., 1753, le Lotus d'Égypte ou Lotus tigré, est une espèce de plantes à fleurs de la famille des Nymphaeaceae. C'est une plante aquatique d'eau douce originaire de l'Est de l'Afrique, dont Madagascar, et d'Asie du Sud-Est.

## Description

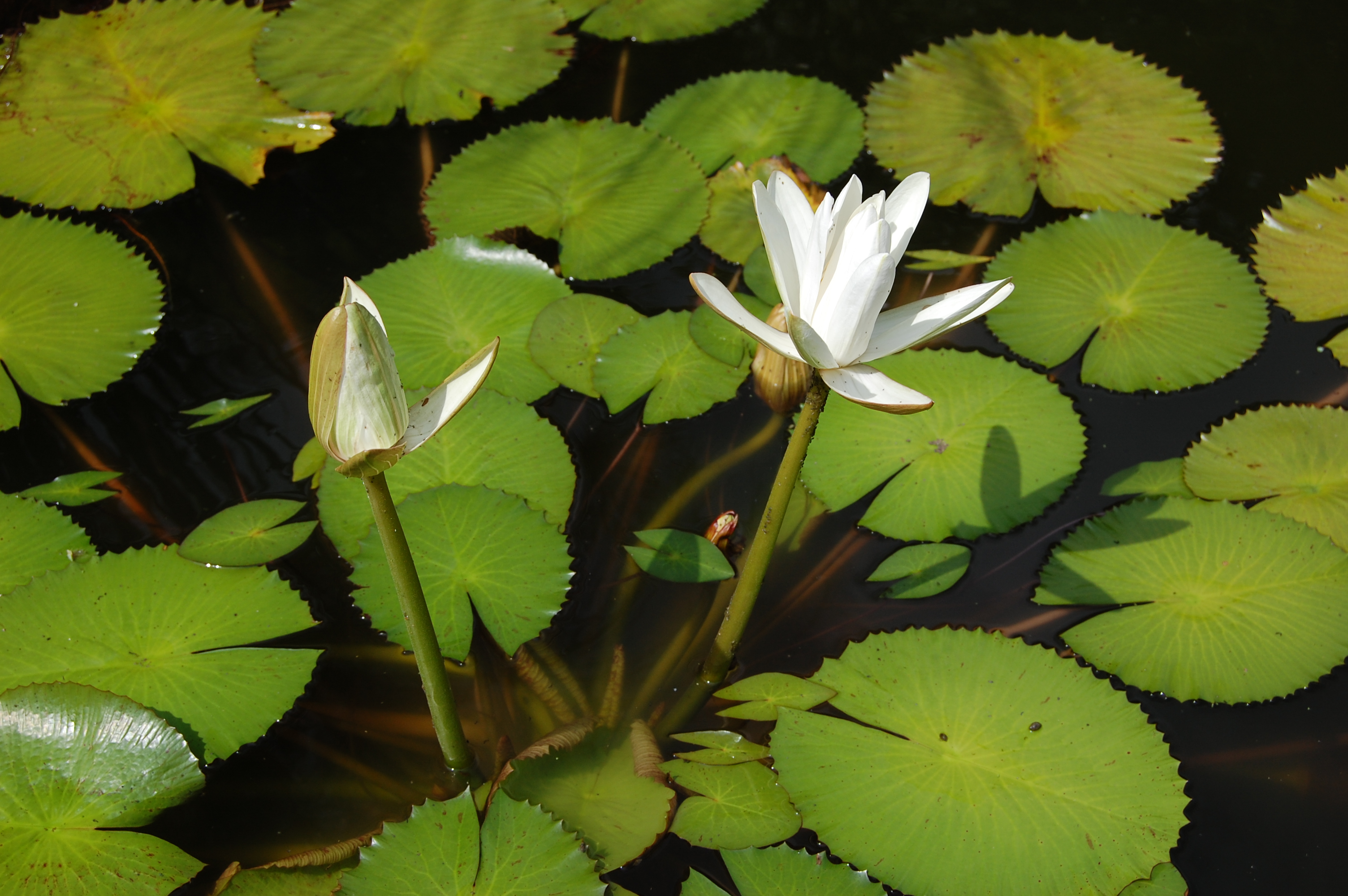
Feuilles flottantes et fleurs.

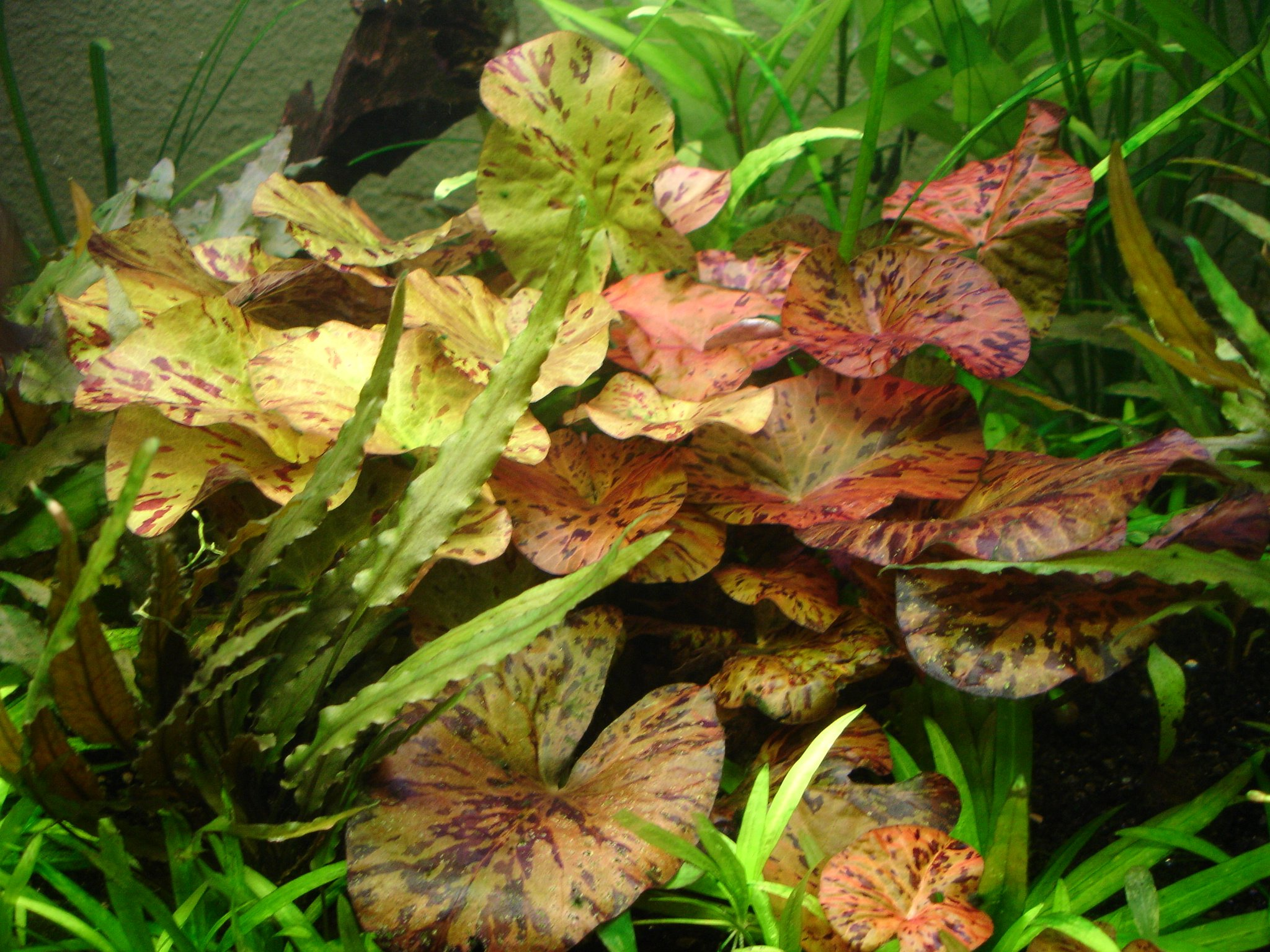
En aquarium.

C'est une plante aquatique persistante aux grandes feuilles flottantes. 
Les feuilles flottantes sont vert foncé brillant et ont de 30 à 50 cm de diamètre. Sous l'eau les feuilles du Lotus tigré sont en fer de lance et peuvent avoir des nuances très variées, souvent striées de taches brunes, tandis que des feuilles flottantes sont plus rondes et vertes. Elles ont donc une couleur variant du vert au marron rougeâtre.
Les fleurs sont blanches avec des pétales extérieurs souvent teintés de rose et elles ont de 15 à 30 cm de diamètre. Elles fleurissent et s'ouvrent de l'après-midi au matin pendant quatre jours. Elles sont bien parfumées.
Les fruits sont des baies charnues qui se décomposent dans l'eau. 

### Multiplication
Le Lotus se multiplie surtout en formant des plantes filles accrochées à son bulbe.

### Habitat
À l'état naturel, cette plante se rencontre à l'Est de l'Afrique dont Madagascar et en Asie du Sud-Est dans des eaux stagnantes.

## Maintenance en aquarium
Le Lotus tigré est une plante solitaire demandant un éclairage intense et une eau douce et riche en substances nutritives. La température de l'eau doit être comprise entre 22 et 28 °C et une dureté comprise entre 6 et 20 °F avec un pH de 5,5 à 7,5.
Elle peut atteindre 40 cm de hauteur. Sous un éclairage intense, certaines variétés montrent sur leurs feuilles des marques pigmentées plus ou moins visibles.
Il est recommandé de couper les feuilles arrivant à la surface pour donner plus de force au pied. Cependant, si vous désirez la voir fleurir, il faut laisser flotter quelques feuilles.